# 국제 식물명 색인
국제 식물명 색인(International Plant Names Index, IPNI)은 스스로를 "종자식물과 양치류, 석송류의 식물학 기본 사항들을 등재한 식물명 데이터베이스"로 설명하고 있다. 식물의 속과 종 이름을 망라한 세계 최고 수준의 웹사이트이다. 국제 식물명 색인의 목표는 식물명을 기반으로 각 식물의 생물학적 기본 정보를 구축하는 것이다. IPNI는 또한 브러밋과 파웰의 1992년 식물명 명명자 목록을 기반으로 표준화된 식물명 명명자 목록을 관리하고 있다.

## 구성과 운영
IPNI는 영국 큐 왕립식물원의 큐엔시스 색인, 미국의 하버드대학교 식물표본실의 그레이 식물표본 색인, 오스트레일리아 국립식물표본관의 오스트리아 식물명 색인을 통합하여 제작되었다. IPNI 데이터베이스는 앞의 세 색인을 통합하면서 식물명을 표준화하였고 명명자 목록 역시 표준화 하여 관리하고 있다. 명명자 목록은 브러밋과 파웰의 식물명 명명자 목록을 기반으로하여 국제 조류 균류 식물 명명 코드를 통해 디지털로 관리하며 현재에도 꾸준히 업데이트되고 있다.

## 정보
IPNI에 수록된 식물명은 학명을 기준으로 한다. 예를 들어 장미는 Rosaceae Rosa L.로 등록되어 있다. Rosaceae는 장미속을 뜻하고 Rosa는 식물의 한 종인 장미를 뜻한다. L. 은 칼 폰 린네가 명명하였다는 의미이다. 검색 페이지에서는 학명 등록 이력과 함께 생물다양성 유산 도서관에서 제공하는 등재 당시의 원문을 링크하여 제공하고 있다. 장미의 경우 1753년 린네의 식물종 색인을 보여준다.

## 같이 보기
- 플랜트 리스트